# Fleury-la-Rivière
Fleury-la-Rivière  là một xã thuộc tỉnh Marne trong vùng Grand Est đông nam nước Pháp. Xã này nằm ở khu vực có độ cao trung bình 182 mét trên mực nước biển.